# 埼玉桶川スカイダイビング墜落事故 (1986年)
埼玉桶川スカイダイビング墜落事故（さいたまおけがわスカイダイビングついらくじこ）は、1986年3月9日に埼玉県桶川市で発生したスカイダイビングの死亡事故。パラシュートによる降下中、2名のスカイダイバーのパラシュートのロープが交差し、1名が墜落して死亡。もう1名は全治1週間程度の軽傷を負った。日本国内で初めて刑事責任が問われたスカイダイビングの事故でもある。
以後、事故被害にあった2名について、ここでは死亡したスカイダイバーをA、軽傷だったスカイダイバーをBと表記する。また、ここに表記する団体名、施設名、肩書などはすべて当時のものとする。

## 事故状況

### 天候
事故のあった日の天候は、桶川市近くの熊谷の午前9時の地上の気象観測データによると、快晴、気温は7.0℃、北西の風、風速1.9m/sであった。

### 両名の経験
Aはこの事故のダイビングで47回目、Bは64回目のダイビングであった。

### 事故の概要

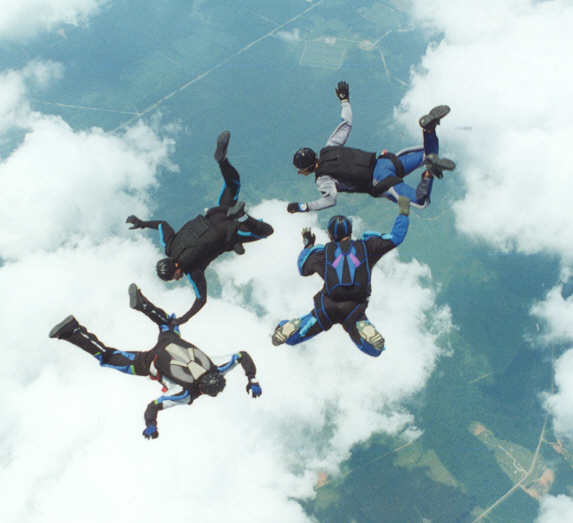
4人のスカイダイバーによるフォーメーション（注意：本事故とは無関係）

AとBを含むスカイダイバー5人が午後12時50分ごろ、セスナ機でホンダエアポートを離陸した。高度3,800mで、Aともう一人のスカイダイバーが降下。その10秒後、Bと2人の女性のスカイダイバー、あわせて3人が降下開始した。降下目標として、滑走路の西側約60mのところに直径10mのターゲットが用意されており、AとBもそのターゲット目指して降下した。
Bら3名のダイバーは上空で互いの手をつないで輪っかをつくるフォーメションジャンプを1分間にわたり実施。このあと放射状に別れた。
Aは高度約1,000mでメインパラシュートを開傘、Bは高度約900mでメインパラシュートを開いた。開傘後、Aは南東側から、Bは北側からそれぞれターゲットに互いとも時速約60kmで接近。地上から30mの付近で、Bが小さく旋回し、Aを追い抜いた直後にAとBが互いに正面から接触した。Bの足がAのパラシュートのラインに入り込む形になりからまった。
Aは、自身のメインパラシュートをとっさに切り離し、予備のパラシュートの開傘をしようとしたが間に合わず地面に強く叩きつけられた。Aは直後に死亡が確認。Bも接触の反動で体が回転し、スピードが落ちきらずに着地したため、腰を強打して一週間の怪我。

## 事故分析
日本落下傘スポーツ連盟は「高度300m以下ではメインパラシュートから予備パラシュートに切り替えないように指導していた」とした。また日本落下傘スポーツ連盟の理事長だった笹島穣は週刊誌の取材に「メインパラシュートを外しさえしなければ、少なくとも命は落さなかったでしょう」とコメントした。
地上で事故を目撃していたインストラクターは、「この日はほぼ無風だったのも原因の一因。通常は風上にパラシュートを操作するのだが、無風なのでどの方向からも降下目標に進入できた。そんな状況だったのでAもBもどちらから進入するか迷ったのではないか」とコメントした。

### 立件
日本落下傘スポーツ連盟は「連続降下における衝突、接触の回避は上方にある降下者の責任」と規則で決めていた。これを根拠に、Bの注意不足がパラシュートの接触と墜落事故の原因になったとして、Bを書類送検した。スカイダイビングの事故として日本で初めての刑事事件となった。